# Alive 2007
Alive 2007 es un álbum en vivo de Daft Punk, fue lanzado por primera vez el 19 de noviembre de 2007. Es el segundo álbum grabado en vivo por el dúo, desde Alive 1997. Alive 2007 fue grabado durante una actuación en el Bercy de París (Francia), el 14 de junio de 2007, durante la gira Alive 2006/2007.
El lanzamiento del formato CD en Norteamérica se retrasó hasta el 4 de diciembre debido a problemas de producción, pero el álbum pasó a estar disponible el 20 de noviembre del mismo año, a través de descarga digital. Una edición especial fue lanzada con la versión encore del Alive 2007 Tour como segundo disco y un libro de cincuenta páginas con fotografías de la gira hecha por DJ Falcon. El primer sencillo del álbum, «Harder, Better, Faster, Stronger (Alive 2007)» fue lanzado digitalmente el 15 de octubre del mismo año. En 2009, el álbum ganó un premio Grammy en la categoría de mejor álbum de dance/electrónica.

## Repertorio
| Edición estándar |                                                                                       | |          |  |
| N.º              | Título                                                                                | Escritor(es) | Duración |  |
| 1.               | «Robot Rock / Oh Yeah»                                                                | Thomas Bangalter, Guy-Manuel de Homem-Christo, Kae Williams / Bangalter, De Homem-Christo                             | 6:27     |  |
| 2.               | «Touch It / Technologic» («Touch It», de Busta Rhymes)                                | T. Smith, Swizz Beatz, Bangalter, De Homem-Christo / Bangalter, De Homem-Christo                                      | 5:29     |  |
| 3.               | «Television Rules The Nation / Crescendolls»                                          | Bangalter, De Homem-Christo / Bangalter, De Homem-Christo                                                             | 4:50     |  |
| 4.               | «Too Long / Steam Machine»                                                            | Bangalter, De Homem-Christo, Anthony Moore / Bangalter, De Homem-Christo                                              | 7:01     |  |
| 5.               | «Around the World / Harder, Better, Faster, Stronger»                                 | Bangalter, De Homem-Christo / Bangalter, Edwin Birdsong, De Homem-Christo                                             | 5:42     |  |
| 6.               | «Burnin' / Too Long»                                                                  | Bangalter, De Homem-Christo / Bangalter, De Homem-Christo, Moore                                                      | 7:12     |  |
| 7.               | «Face to Face / Short Circuit»                                                        | Bangalter, De Homem-Christo, Todd Imperatrice / Bangalter, De Homem-Christo                                           | 4:56     |  |
| 8.               | «One More Time / Aerodynamic»                                                         | Bangalter, De Homem-Christo, Moore / Bangalter, De Homem-Christo                                                      | 6:10     |  |
| 9.               | «Aerodynamic Beats / Forget About the World» («Forget About the World», de Gabrielle) | Bangalter, De Homem-Christo / Barson, Dean, Gabrielle, Wolff                                                          | 3:31     |  |
| 10.              | «Prime Time of Your Life / Brainwasher / Rollin' & Scratchin' / Alive»                | Bangalter, De Homem-Christo / Bangalter, De Homem-Christo / Bangalter, De Homem-Christo / Bangalter, De Homem-Christo | 10:22    |  |
| 11.              | «Da Funk / Daftendirekt»                                                              | Bangalter, De Homem-Christo / Bangalter, De Homem-Christo                                                             | 6:37     |  |
| 12.              | «Superheroes / Human After All / Rock'n Roll»                                         | Bangalter, De Homem-Christo, Barry Manilow, Marty Panzer / Bangalter, De Homem-Christo / Bangalter, De Homem-Christo  | 5:40     |  |
| 74:04            |                                                                                       | |          |  |

| Edición con CD adicional | | |          |  |
| N.º                      | Título | Escritor(es) | Duración |  |
| 1.                       | «Human After All / Together / One More Time (Reprise) / Music Sounds Better with You» («Together», de Together, y «Music Sounds Better with You», de Stardust) | Bangalter, De Homem-Christo / Bangalter, Stéphane Quême, Keith Nash / Bangalter, De Homem-Christo, Moore / Bangalter, Benjamin Cohen, Alain Quême, Frank Musker, Dominic King | 10:00    |  |
| 2.                       | «Harder, Better, Faster, Stronger (Alive 2007)» (Vídeo) | | 4:35     |  |